# لوئیجی بوسا
لوئیجی بوسا (Luigi Busà؛ متولد ۹ اکتبر ۱۹۸۷) کاراته‌کا ایتالیایی است. او دو بار مدال طلای مسابقات کاراته قهرمانی جهان و ۵ بار مدال طلای مسابقات قهرمانی کاراته اروپا را بدست آورده‌است. وی قرار است به عنوان نماینده ایتالیا در بازی‌های المپیک تابستانی ۲۰۲۰ در توکیو، ژاپن رقابت کند.
در بازی‌های اروپایی ۲۰۱۵ که در باکو، آذربایجان برگزار شد، در کومیته ۷۵ کیلوگرم مردان، او در بازی نهایی مقابل رافائل آقایف از آذربایجان شکست خورد و برنده مدال نقره شد.
در مسابقات کاراته قهرمانی اروپا ۲۰۱۹ که در گوادالاخارا اسپانیا برگزار شد، در کومیته ۷۵ کیلوگرم مردان به مدال طلا دست یافت.

## دستاوردها
| سال  | رقابت        | محل           | رتبه بندی | رویداد            |
| ---- | ------------ | ------------- | --------- | ----------------- |
| ۲۰۱۲ | قهرمانی جهان | پاریس، فرانسه | یکم       | کومیته ۷۵ کیلوگرم |